# Усов, Виктор Михайлович
Ви́ктор Миха́йлович У́сов (22 декабря 1916 — 22 июня 1941) — советский пограничник, Герой Советского Союза (6.05.1965, посмертно). На начало Великой Отечественной войны — начальник 3-й пограничной заставы 86-го Августовского пограничного отряда Белорусского пограничного округа войск Народного комиссариата внутренних дел СССР. Лейтенант.

## Биография
Родился 9 декабря 1916 года в городе Никополь Екатеринославской губернии в рабочей семье. Украинец. Окончил 7 классов школы и школу фабрично-заводского ученичества города Запорожье по специальности электрика. Принимал участие в художественной самодеятельности клуба имени Лепсе, который располагался на месте нынешнего гастронома по улице Екатеринославской (ныне — Никитинской) в качестве актёра-любителя. С 1934 по 1937 годы работал электрослесарем на Южнотрубном заводе города Никополь.
3 сентября 1937 года призывная комиссия военкомата зачислила Виктора Усова в пограничные войска. Он был направлен на учёбу в школу младшего начсостава Н-ского пограничного отряда. После окончания Харьковского военного училища войск НКВД в 1940 году В. Усов был назначен начальником 3-й пограничной заставы 86-го Августовского пограничного отряда Белорусского пограничного округа. Женился в мае 1941 года.
Начальник 3-й пограничной заставы комсомолец лейтенант Виктор Усов проявил героизм при защите Государственной границы СССР в районе деревни Вулька-Доргуньская Белостокской области (ныне — Гродненской области Белоруссии) в первые часы Великой Отечественной войны. Пограничная застава лейтенанта Усова В. М., насчитывавшая по разным данным от 30 до 36 штыков, 2 ручных и 1 станковый пулемёты, приняла свой первый и последний бой на рассвете 22 июня 1941 года. Опираясь на заранее подготовленные траншеи полного профиля и старинные постройки монастыря Юзефатово, отлично обученные своим командиром пограничники сдерживали яростный напор батальона противника в течение более шести часов. Лейтенант Усов В. М. сражался в рядах своих подчинённых. Получив в бою пять ранений, он не покинул поле боя, оставаясь до своей гибели в траншее перед заставой. Погиб и был завален землёй в траншее при близком разрыве снаряда.
Вскоре после его гибели, около 12 часов дня на заставу сумел пробраться посыльный с приказом начальника погранотряда на отход. К своим пробились 16 пограничников, остальные погибли смертью храбрых в этом бою.
В июне 1952 года во время раскопок найдены останки начальника заставы В. М. Усова со снайперской винтовкой с номером «АС-450», которая сейчас хранится в Москве в музее пограничных войск.
30 мая 1958 года имя лейтенанта Виктора Усова было присвоено заставе Западного округа, которую он защищал.
Указом Президиума Верховного Совета СССР от 6 мая 1965 года за образцовое выполнение боевых заданий командования на фронтах борьбы с немецко-вражескими захватчиками в годы Великой Отечественной войны и проявленные при этом отвагу и геройство, лейтенанту Усову Виктору Михайловичу посмертно присвоено звание Героя Советского Союза. Награждён орденом Ленина (6.05.1965, посмертно).

## Награды и звания
- Герой Советского Союза (1965), посмертно
- Орден Ленина

## Память
Именем Героя названы улицы и школы в белорусском Гродно и украинском Никополе. Также с 1958 года в Гродно проводится турнир по боксу памяти В. М. Усова.
Среди многочисленных экспонатов музея Никопольского Южнотрубного завода есть один уникальный документ-заметка в заводской многотиражке «Будівник трубного» от 9 апреля 1938 года. Бывший электрик завода Виктор Усов, проходивший службу в рядах Красной Армии, поздравляет коллектив предприятия с наградой — переходящим Красным Знаменем за успехи в социалистическом соревновании. Своё письмо в газету он закончил так: «Я даю обещание только на „отлично“ овладеть боевой и политической подготовкой, ещё бдительнее охранять границы нашей счастливой Отчизны».

## В филателии
В 2015 году выпущены в обращение конверты серии «Герои Советского Союза», посвящённые Кижеватову А. М., Гаврилову П. М., Пустельникову С. С., Усову В. М., Казакевичу Д. В.